# 泰勒廣場 (亞利桑那州)
泰勒廣場（英語：Taylor Place）是位於美國亞利桑那州科奇斯縣的一個非建制地區。該地的面積和人口皆未知。

## 地理
泰勒廣場的座標為32°04′34″N 109°19′29″W / 32.07611°N 109.32472°W，而該地的平均海拔高度為1682米（即5518英尺）。